# Spitz dos Visigodos
O spitz dos Visigodos[Nota] (em sueco:  Västgötaspets), conhecido também por vallhund sueco, é um cão de personalidade determinada, tenaz, dura, corajosa e enérgica, além do gosto por mordiscar calcanhares. Nativa da Suécia, é a raça canina símbolo do país. Descendente possivelmente dos corgis, levados à Escandinávia pelos viquingues, quase foi extinta na época da Primeira Guerra Mundial. Salvos por dois criadores estes cães ainda são raros, mas estão cada dia mais populares. De adestramento classificado moderado, podem atingir os 16 kg.